# Karpenision
Karpenision este un oraș în Grecia.